# Lustre (мова програмування)
Lustre — це формально визначена, декларативна та синхронна мова програмування потоків даних для програмування реактивних систем. Вона почалася, як дослідницький проєкт на початку 1980-х років. Формальну презентацію мови можна знайти в Proceedings of the IEEE за 1991 рік. У 1993 році мову впровадили в практичне, промислове використання як основну мову промислового середовища SCADE, розробленого Esterel Technologies. Зараз вона використовується для програмного забезпечення критично важливих систем керування на повітряних суднах. вертольотах і атомних електростанціях.

## Структура програм Lustre
Програма Lustre - це серія визначень вузлів, записаних у вигляді:
```
node
 
foo
(
a
 
:
 
bool
)
 
returns
 
(
b
 
:
 
bool
);

let

  
b
 
=
 
not
 
a
;

tel

```

Де foo — це ім’я вузла, a — ім’я єдиного входу цього вузла, а b — ім’я єдиного виходу.
У цьому прикладі, вузол foo повертає заперечення свого входу a, що є очікуваним результатом.

### Внутрішні змінні
Додаткові внутрішні змінні можуть бути оголошені наступним чином: 
```
node
 
Nand
(
X
,
Y
:
 
bool
)
 
returns
 
(
Z
:
 
bool
);

  
var
 
U
:
 
bool
;

let

  
U
 
=
 
X
 
and
 
Y
;

  
Z
 
=
 
not
 
U
;

tel

```

Примітка: Порядок рівнянь не має значення, порядок рядків U = X and Y; і Z = not U; не змінює результат.

### Спеціальні оператори
| pre p  | Повертає попереднє значення p.               |
| p -> q | Встановити p як початкове значення виразу q. |

## Приклади

### Виявлення контурів
```
node
 
Edge
 
(
X
 
:
 
bool
)
 
returns
 
(
E
 
:
 
bool
);

let

  
E
 
=
 
false
 
->
 
X
 
and
 
not
 
pre
 
X
;

tel

```

## Зовнішні посилання
- Synchrone Lab [Архівовано 2020-11-25 у Wayback Machine.] Офіційний вебсайт
- SCADE сторінка продукту